# Picot pitgrís
El picot pitgrís (Melanerpes hypopolius) és una espècie d'ocell de la família dels pícids (Picidae) que habita cactus del desert, boscos de ribera i altres boscos oberts, a les terres altes, 1350-2100 m, des del nord-oest de l'estat de Guerrero, Mèxic i Puebla cap al sud fins al centre d'Oaxaca.
El seu estudi científic es va desenvolupar a partir de la Cooper Ornithological Society el 1990 que va promoure l'observació de sis exemplars. L'estudi va confirmar els hàbits de descans de les aus, concretament en els cactus. Habita boscos subtropicals de terra baixa i matolls d'altitud subtropical o tropical.